# Baeosega
Baeosega (лат.) — род ос-блестянок из подсемейства Amiseginae. 5 видов.

## Распространение
Южная Азия: Индия, Шри-Ланка.

## Описание
Мелкие осы-блестянки (от 1,8 до 2,5 мм). Затылочный киль и щёчные бороздки отсутствуют. Проподеум угловатый; пронотум выпуклый, примерно равен (0,9-1,3) комбинированной длине скутума, скутеллюма и метанотума вместе взятых. Самки бескрылые, самцы крылатые. Коготки лапок без зубцов. Паразитоиды. Таксон был впервые описан в 1960 году американским гименоптерологом Карлом Кромбейном (Karl V. Krombein; Department of Entomology, National Museum of Natural History, Smithsonian Institution, Вашингтон, США).

## Систематика
Известно 5 видов.
- Baeosega humida Krombein, 1983 — Шри-Ланка
- Baeosega kimseyae  Binoy, Mita & Girish Kumar, 2024 — Индия[2]
- Baeosega krombeini  Binoy, Mita & Girish Kumar, 2024 — Индия
- Baeosega laticeps Krombein, 1983 — Шри-Ланка
- Baeosega torrida Krombein, 1983 — Шри-Ланка